# CHAGE&ASKA LIVE IN KOREA 韓日親善コンサート Aug.2000
『CHAGE&ASKA LIVE IN KOREA 韓日親善コンサート Aug.2000』（チャゲアンドアスカ・ライブ・イン・コリア かんにちしんぜんコンサート オーガスト にせん）は、CHAGE and ASKAのライブ・ビデオ。2019年8月25日にDVDで発売された。発売元はヤマハミュージックエンタテインメントホールディングス。

## 背景
2009年以降、無期限活動休止しているCHAGE and ASKAが2019年にデビュー40周年を迎え、40周年の記念として2000年8月26日・27日に韓国で行われたライブ「LIVE IN KOREA」の映像が初収録として発売することが決まった。
このライブは、韓国政府による第3次文化開放を受け、韓国で大規模なライブを2日間開催した。2日間で約2万人を動員し、日本人アーティスト初となる韓国での日本語で歌唱したライブとなった。

## リリース
また、完全受注生産で期間限定発売となる「CHAGE and ASKA LIVE DVD BOX 4」も制作され、こちらには「CHAGE&ASKA LIVE IN KOREA 韓日親善コンサート Aug.2000」のほかに、「ASIAN TOUR 1994 LIVE IN HONG KONG」と「CHAGE&ASKA CONCERT TOUR 電光石火 〜TUG OF C&A PRESENTS PREVIEW in 幕張メッセ〜 Aug.1999」が収録されている。『CHAGE and ASKA LIVE DVD BOX 4』に収録されている韓国ライブは本作と同内容となる。

## 収録曲
1. 夜明けは沈黙のなかへ
作詞・作曲：ASKA
2. なぜに君は帰らない
作詞・作曲：ASKA
3. WALK
作詞・作曲：ASKA
4. higher ground
作詞・作曲：ASKA
5. もうすぐ僕らはふたつの時代を超える恋になる
作詞・作曲：CHAGE
6. LOVE SONG
作詞・作曲：ASKA
7. 終章（エピローグ）～追想の主題
作詞：CHAGE・田北憲次　作曲：CHAGE
8. めぐり逢い
作詞・作曲：ASKA
9. THE RIVER
作詞・作曲：ASKA
10. トウキョータワー[注 1]
作詞・作曲：CHAGE
11. はじまりはいつも雨[注 2]
作詞・作曲：ASKA
12. no doubt
作詞・作曲：ASKA
13. SAY YES
作詞・作曲：ASKA
14. HEART
作詞・作曲：ASKA
15. 僕はこの瞳で嘘をつく
作詞・作曲：ASKA
16. YAH YAH YAH
作詞・作曲：ASKA
17. NとLの野球帽
作詞・作曲：CHAGE
18. PRIDE
作詞・作曲：ASKA
19. On Your Mark
作詞・作曲：ASKA
20. Something There
作詞：ASKA　英訳詞：Charlie Midnight　作曲：ASKA
21. 太陽と埃の中で
作詞・作曲：ASKA